# Rapsodia
Rapsodia est une agence photographique indépendante.
Fondée en 1998 par Laurent Bouvet, elle est l’une des toutes premières banques d’images françaises accessible par Internet. 
L’agence Rapsodia fédère un pool d’une trentaine de photographes et pigistes indépendants disséminés dans différents pays du monde. Leurs spécialités sont les sports et loisirs de plein air, les grands espaces, le voyage et l’aventure hors des sentiers battus.
Les photographes de Rapsodia animent également un forum public sur Internet consacré à la photographie professionnelle.
Rapsodia est reconnue dans le monde de la presse, de la publicité et des industries du sport et du tourisme européennes pour son dynamisme et son originalité. Elle a également été primée à l’occasion de différents concours des Chambres de Commerce et d’Industrie pour sa gestion exemplaire et son esprit d’innovation : Concours des Espoirs de l'Économie 2000, Concours Entreprendre en France 2001.